# Un Día Normal
Un Día Normal é o segundo álbum de estúdio do cantor e compositor pop rock colombiano Juanes, lançado nos Estados Unidos e no Canadá em março de 2002. Seu primeiro single, "A Dios le Pido", foi lançado em março de 2002 e alcançou posições nas principais paradas do globo.
O álbum ganhou na categoria Melhor Canção de Rock por "A Dios le Pido" no Grammy Latino. Na mesma premiação em 2003, foi indicado nas categorias Álbum do Ano e Melhor Álbum de Rock. "Es Por Ti" recebeu duas indicações nas categorias Canção do Ano e Gravação do Ano, "Mala Gente" recebeu uma indicação por Melhor Canção de Rock.

## Faixas
| N.º | Título                | Compositor(es) | Duração |  |
| 1.  | "A Dios le Pido"      | Juanes         | 3:26    |  |
| 2.  | "Es Por Ti"           | Juanes         | 4:11    |  |
| 3.  | "Un Dia Normal"       | Juanes         | 3:43    |  |
| 4.  | "La Paga"             | Juanes         | 3:26    |  |
| 5.  | "La Única"            | Juanes         | 3:05    |  |
| 6.  | "Luna"                | Juanes         | 3:33    |  |
| 7.  | "Día Lejano"          | Juanes         | 3:33    |  |
| 8.  | "Mala Gente"          | Juanes         | 3:16    |  |
| 9.  | "Fotografía"          | Juanes         | 3:58    |  |
| 10. | "Desde Que Despierto" | Juanes         | 3:54    |  |
| 11. | "La Historia de Juan" | Juanes         | 3:38    |  |
| 12. | "La Noche"            | Joe Arroyo     | 2:58    |  |

## Desempenho
| Tabela (2003)                               | Melhor posição |
| ------------------------------------------- | -------------- |
| Bélgica Belgium Albums Chart (Valônia)      | 91             |
| Países Baixos - Dutch Albums Chart          | 28             |
| Portugal - Portugal Albums Chart            | 2              |
| Suíça - Switzerland Albums Chart            | 80             |
| Espanha - PROMUSICAE                        | 37             |
| Estados Unidos - Billboard 200              | 110            |
| Estados Unidos - Billboard Top Latin Albums | 1              |
| Estados Unidos - Billboard Latin Pop Albums | 1              |

| País / Provedor       | Certificação |
| --------------------- | ------------ |
| Estados Unidos / RIAA | 6× Platina   |
| Espanha / PROMUSICAE  | 2× Platina   |